# 段志生
段志生，北京大学工学院教授，中国教育部长江学者特聘教授，中国自动化学会常务理事，主要从事鲁棒控制、关联系统稳定性、冗余输入控制等方面的研究工作。

## 生平
段志生先后毕业于内蒙古师范大学数学系、 内蒙古大学数学系和北京大学力学与工程科学系，2002年起在北京大学任教。

## 社会兼职
- 中国自动化学会常务理事
- 中国自动化学会控制理论专业委员会委员
- 中国全国复杂网络专业委员会委员